# باربارا ارینریک
باربارا ارینریک (انگلیسی: Barbara Ehrenreich; ۲۶ اوت ۱۹۴۱ – ۱ سپتامبر ۲۰۲۲) روزنامه‌نگار، نویسنده، تاریخ‌نگار، رمان‌نویس، مقاله‌نویس، کنشگر، و مؤلف (پدیدآور) اهل ایالات متحده آمریکا بود. وی در طول دهه‌های ۸۰ و ۹۰ میلادی از چهره‌های مطرح سوسیالیست‌های دموکرات آمریکا بود.

او در طول دوران فعالیت حرفه‌ای خود ۲۱ کتاب نوشت و برندهٔ جوایزی همچون جایزه اراسموس و کمک‌هزینه گوگنهایم شد.

## مرگ
ارینریک در الکساندریا، ویرجینیا زندگی می‌کرد. او در اول سپتامبر ۲۰۲۲ بر اثر سکته در بیمارستانی در آلکساندریا درگذشت.